# Central Park (film)
Pour les articles homonymes, voir Central Park (homonymie).
Pour plus de détails, voir Fiche technique et Distribution.
Central Park est un film d'horreur américain réalisé par Justin Reinsilber, sorti en 2017.

## Synopsis
Six amis étudiants décident de passer une nuit à Central Park mais cela ne se passera pas comme ils l'avaient espéré.

## Fiche technique
- Titre original : Central Park
- Réalisation :  Justin Reinsilber[1]
- Scénario :
- Direction artistique :
- Décors :
- Costumes :
- Photographie :
- Montage :
- Musique :
- Production :
- Sociétés de production :
- Sociétés de distribution :
- Pays d'origine :  États-Unis
- Langue originale : anglais
- Genre : horreur
- Durée : 90 minutes
- Dates de sortie : 2017[2]

## Distribution
- Justiin A. Davis : Harold Smith
- Ruby Modine : Sessa
- Malika Samuel : Donna
- Guillermo Arribas : Felix
- Grace Van Patten : Leyla
- Deema Aitken : Mikey
- Charles Borland : Max
- Marina Squerciati : Melissa Shaw
- Michael Lombardi : Daniel Shaw
- David Valcin : Sam
- Nicole Balsam : Officer Johnson